# Contabilità nazionale
La contabilità economica nazionale può essere definita come la descrizione quantitativa dell'attività economica di un Paese e di ogni altra circoscrizione territoriale sotto forma di una completa e sistematica presentazione dei flussi economici e finanziari e delle consistenze dei beni reali e finanziari.
L'ISTAT definisce la contabilità nazionale come l'insieme di tutti i conti economici che descrivono l'attività economica di un Paese o di una circoscrizione territoriale.
Per attività economica si intende il risultato di una combinazione di differenti risorse, quali attrezzature, lavoro, tecniche di lavorazione, prodotti, che dà luogo alla produzione di specifici beni o servizi.
Poiché i flussi ruotano intorno al concetto di reddito nazionale e le consistenze dei beni intorno a quello di ricchezza nazionale, si parla anche di contabilità nazionale come dell'insieme delle statistiche del reddito e della ricchezza.

## Descrizione
La contabilità nazionale ha come oggetto l'osservazione e l'analisi quantitativa del sistema economico o dei sub-sistemi che lo compongono a diversi livelli territoriali.
Per sistema economico si intende invece il complesso delle relazioni che si realizzano tra persone, imprese, enti ed altri operatori economici che agiscono in un determinato territorio svolgendo quattro funzioni fondamentali: produzione, consumo, accumulazione e distribuzione del reddito e della ricchezza.
Nella sua formulazione più elementare, la struttura ed il funzionamento di un sistema economico chiuso (cioè in assenza di relazioni con l'estero) possono essere schematizzati facendo riferimento all'insieme delle relazioni che si intrecciano tra due blocchi di operatori: i produttori e gli utilizzatori finali.
Dal momento che gli utilizzatori finali sono interessati solo ai beni che assicurano la soddisfazione dei bisogni presenti (beni di consumo) e futuri (beni di investimento), per la schematizzazione del sistema economico è sufficiente prendere in considerazione solo il mercato dei beni finali, ovvero di quei beni che non vengono scambiati all'interno del blocco dei produttori per subire ulteriori trasformazioni (beni intermedi →non sono ancora giunti alla fine del processo di produzione e, come tali, non sono idonei a soddisfare i bisogni umani, né mai lo sarebbero se non finissero per essere incorporati nei beni finali).
D'altra parte, il blocco dei produttori può essere visto come una grossa azienda in cui si creano materie prime e semilavorati per produrre i beni di consumo e quelli di investimento che sono immessi sul mercato degli impieghi finali.
I produttori, da una parte producono beni di consumo e di investimento (beni capitali, cioè beni impiegati nella produzione di beni di consumo) traendone delle entrate, dall'altra richiedono fattori produttivi che remunerano attraverso i redditi. I fattori di produzione possono essere ricondotti alle categorie del lavoro e del capitale.
Gli utilizzatori finali consumano beni finali e acquistano beni capitali fungendo, al contempo, da fornitori dei fattori produttivi (lavoro e capitale). Per rendere più semplice lo schema, si può altresì ipotizzare che oltre ad offrire semplici finanziamenti, gli utilizzatori finali acquistino addirittura i macchinari e li prestino ai produttori.
I produttori che hanno ricevuto dagli utilizzatori finali le forze di lavoro e i capitali necessari per compiere il processo produttivo, cedono loro i beni finali (beni di consumo + beni di investimento). L'acquisto dei beni finali viene compensato mediante un flusso monetario, diretto in senso contrario a quello dei beni di consumo e di investimento, che costituisce un ricavo delle vendite per i produttori. I produttori a questo punto sono in grado di compensare gli utilizzatori finali per le prestazioni lavorative e per i capitali forniti mediante la distribuzione dei redditi (salari, stipendi, dividendi, interessi, rendite, ecc.). Anche in questo caso, lavoro e capitale da un lato, e distribuzione dei redditi dall'altro, procedono in senso contrario.
In questo schema si vengono a creare due flussi: uno reale che rappresenta la produzione e lo scambio di beni e di fattori produttivi; uno monetario che rappresenta le contropartite monetarie dei flussi reali sotto forma di ricavi e redditi.
Nel sistema economico ipotizzato, i due flussi si equivalgono: gli utilizzatori impiegano tutto il reddito percepito acquistando beni finali. In altri termini, la produzione finale viene completamente assorbita dalla domanda di beni di consumo e di investimento, per cui:
Valore della produzione finale = Spesa finale
D'altra parte, il valore della produzione non può essere diverso dalla somma dei costi di produzione che equivalgono alle remunerazioni dei fattori produttivi, per cui:
Valore della produzione finale = Reddito
In conclusione, si può quindi affermare che prodotto finale, reddito nazionale e spesa finale, nonostante siano tre fenomeni di natura diversa, sono equivalenti dal punto di vista del valore monetario.
Il reddito nazionale, così chiamato perché riferito all'intera collettività di un paese, costituisce un indicatore del grado in cui un sistema economico riesce a soddisfare i bisogni della collettività.

### Contabilità Nazionale Verde (Green National Accounting)
Il ramo dell'economia che studia modelli economici per valutare e gestire l'impatto ambientale della produzione di inquinamento (un male) a fronte della produzione di prodotti e servizi (dei beni) ha suggerito nuovi punti di vista rispetto alla contabilità nazionale.
Nella normale contabilità nazionale (ad esempio) le spese di polizia per contrastare comportamenti antisociali sono inserite del Prodotto Interno Lordo come una qualsiasi attività o produzione ingrossando l'indice di ricchezza del paese. Alcune voci sarebbe meglio fossero inserite con un altro segno (un meno invece di un più) e altre ancora sono del tutto assenti: è questo il caso del valore dell'ambiente.
Ecco un altro esempio di errore di conteggio nella contabilità nazionale, facendo riferimento ad un normale Stato che gestisce risorse e materie prime per produrre beni e inquinamento:
- la produzione di inquinanti non è presa in considerazione dalla normale contabilità nazionale. Essa dovrebbe essere inserita come un danno che sottrae valore al livello di bontà dell'ambiente (siamo in presenza di un problema sostanziale che è quello di valutare in maniera contabile la "bontà dell'ambiente" o quanto meno i livelli di utilità associati alle persone che vivono in quello Stato rispetto alle condizioni di inquinamento del loro habitat).
- l'estrazione e l'utilizzo di materie prime (sottratte allo stock di materie in possesso dello Stato) non è attività che va annoverata tra i più della contabilità nazionale ma tra i meno: solitamente l'utilizzo di materie prime è considerato un più perché, come per il caso dell'inquinamento, non può esserci una stima precisa dello stock che soggiace all'estrazione. In questo secondo caso però è possibile avvalersi di strumenti di contabilità molto più perfezionati e di stime molto più precise rispetto a quelle del primo caso (l'inquinamento), possiamo infatti inserire una stima che tenga conto dei costi di ricerca di queste. Ad esempio possiamo pensare che lo stato A dispone di X carbone (approssimativamente) il suo valore è: p(aX - rX) dove:  a è il prezzo di mercato del carbone:  r il costo medio di ricerca di un'unità di carbone:  p la probabilità che la ricerca vada a buon fine.

Consideriamo il problema da un altro punto di vista. Uno Stato ha a disposizione uno stock di beni (le riserve di petrolio non ancora estratte) proprio come una famiglia ha i gioielli della nonna in cantina. Considerare l'estrazione petrolifera un più in contabilità nazionale sarebbe come considerare la famiglia dell'esempio via via più ricca se di tanto in tanto qualcuno vendesse un anello preso dalla cantina. Se il cash flow naturalmente aumenta non vuol dire che siamo in presenza di un reale arricchimento. Il reale arricchimento sarà, in caso, derivante dell'acquisto di attività tramite la vendita di materie prime.

## La contabilità nazionale nel mondo

### Italia
Al fine di elaborare un sistema di conti economici nazionali esauriente e maneggevole il Sistema Europeo di Conti Nazionali e Regionali (SEC, o Sec95) in vigore dal 1995, fissa una serie di norme e di definizioni che riguardano:
1. la delimitazione del sistema economico;
2. la settorizzazione dell'economia;
3. la classificazione delle operazioni economiche;
4. la struttura dell'impianto contabile;
5. la modalità di registrazione dei flussi nei conti

#### I confini dell'economia nazionale
Le operazioni rilevanti per la contabilità nazionale sono quelle compiute da operatori appartenenti al sistema economico dell'Italia nel senso che il centro dei loro interessi è sul territorio economico del paese.
Il territorio economico italiano coincide con quello politico-amministrativo a cui bisogna aggiungere:
- i giacimenti petroliferi situati in acque internazionali e sfruttati da residenti in Italia;
- le sedi all'estero delle ambasciate, consolati e basi militari;
- gli spazi aerei e le acque territoriali.

Vanno escluse dal territorio nazionale le zone concesse come sedi di ambasciate, consolati e basi militari di altri paesi.
Il territorio economico è considerato centro di interesse solo se un operatore esegue rilevanti operazioni economiche e finanziarie per un periodo di tempo non inferiore all'anno.
Alle unità che hanno il centro dei propri interessi in Italia, viene riconosciuta la qualità di residenti.
Gli individui residenti in Italia continuano ad essere considerati tali anche se si recano all'estero per periodi di tempo inferiore all'anno. A questa categoria appartengono i lavoratori frontalieri, i lavoratori stagionali, i turisti, gli studenti, coloro che si recano all'estero per cure mediche, i cittadini italiani che lavorano in Italia per ambasciate, consolati e basi militari italiane all'estero. Le imprese italiane che operano sul territorio italiano sono ovviamente residenti. Eventuali filiali e succursali presenti all'estero non sono però considerate tali. Di contro, filiali e succursali di imprese straniere presenti in Italia sono considerate residenti.

#### Il raggruppamento degli operatori
La classificazione degli operatori nelle due categorie di produttori e consumatori finali appare inadeguata e troppo semplicistica rispetto alla complessa realtà del sistema economico. Il SEC predispone una duplice classificazione delle unità operanti sul territorio economico dell'Italia in funzione delle principali operazioni che intercorrono fra esse.
- Classificazione in settori istituzionali

La prima forma di classificazione mira a raggruppare insieme operatori che manifestano autonomia e capacità di decisione in campo economico-finanziario (decidono l'organizzazione della produzione, l'utilizzazione delle risorse e la destinazione della produzione realizzata), hanno diritti e responsabilità (capacità giuridica) e sono dotati di una contabilità completa (conto profitto e perdite e situazione patrimoniale).
Le unità che possiedono queste caratteristiche sono dette istituzionali e sono riunite dal SEC in cinque settori istituzionali (ulteriormente suddivisi) in base alla funzione esercitata e alle risorse prevalentemente impiegate.
A questi settori ne viene aggiunto un sesto  "sui generis" , che raccoglie tutti gli operatori non residenti sul territorio economico nazionale (Resto del mondo).
- Classificazione in branche produttive

La precedente classificazione, se risulta soddisfacente dal punto di vista della natura giuridica delle unità istituzionali, si rivela poco appropriata per la descrizione del processo produttivo e delle operazioni ad esso collegate. Ciò si giustifica dal momento che all'interno dello stesso settore istituzionale un'unità può svolgere una pluralità di attività, il che rende difficoltoso evidenziare le relazioni tecniche-produttive che intervengono nel processo produttivo. Per analizzare tali relazioni si rende necessario separare le unità istituzionali dalle attività produttive, adottando un criterio di classificazione in branche definite sulla base della Nomenclatura delle attività economiche della Comunità Europea (NACE).
La branca è intesa come un raggruppamento di unità di produzione omogenea, cioè di unità caratterizzate da un'attività unica rivolta alla produzione di beni e servizi considerati omogenei in relazione alla struttura dei costi e alla tecnica di produzione seguita.
L'unità elementare che viene classificata non è più l'istituzione (ditta, famiglia, ente pubblico, ecc.) bensì la cellula operativa di tipo funzionale quale lo stabilimento, la bottega artigiana, il negozio, ovvero l'unità di produzione caratterizzata da un'unica attività e un processo di produzione e un output omogeneo. Questa cellula è detta Unità di Attività Economica a livello Locale (UAEL) o, semplicemente, unità produttiva locale. Nella maggior parte dei casi la UAEL coincide con l'unità istituzionale (si pensi ad esempio allo stabilimento che coincide con la ditta).

#### La classificazione delle operazioni economiche
Le innumerevoli operazioni che gli operatori economici compiono tra di loro vengono ricondotte a quattro classi fondamentali.
1. Operazioni su beni e servizi: si concretizzano nella produzione, nel consumo e nella formazione di capitale (Produzione; Consumi di beni intermedi; Spesa per consumi finali; Importazioni ed esportazioni di beni e servizi);
2. Operazioni di distribuzione del reddito e della ricchezza: vengono effettuate attraverso le remunerazioni dei fattori produttivi e i trasferimenti (Imposte sulla produzione e sulle importazioni; Imposte sul reddito; Contributi e prestazioni sociali; Trasferimenti correnti e in conto capitale);
3. Operazioni su strumenti finanziari: determinano la modifica dell'ammontare dei crediti e dei debiti di ciascun settore verso gli altri e del paese nei confronti del resto del mondo (Prestiti; Depositi; Azioni e altri titoli finanziari);
4. Altri flussi.

Le operazioni relative al primo e al terzo gruppo sono bilaterali, in quanto prevedono uno scambio tra una prestazione e una controprestazione.
Le prestazioni unilaterali sono dette invece trasferimenti. In questa categoria rientrano, ad esempio, le pensioni, le indennità di disoccupazione, le rimesse degli emigrati, le imposte, ecc.
Alternativamente, le operazioni possono essere classificate in:
- Operazioni correnti: sono effettuate con regolarità e continuità dagli operatori nell'esercizio della loro attività corrente e riguardano le operazioni di cui ai punti 1) e 2) della precedente classificazione;
- Operazioni in conto capitale: hanno carattere eccezionale e producono mutamenti delle consistenze patrimoniali dei soggetti interessati.

La distinzione è frequente nell'ambito dei trasferimenti:
Trasferimenti correnti: pensioni, imposte sulla produzione e sulle importazioni, contributi pubblici alla produzione.
Trasferimenti in conto capitale: imposte straordinarie sul patrimonio, donazioni eccezionali di notevole importo.

### Negli altri paesi

#### Paesi socialisti: l'MPS
Nei paesi socialisti fino al 1990 (e ancora oggi a Cuba) si usava il Material Product System (o MPS) e veniva utilizzato il Prodotto materiale netto (o NMP, riguardante solo la produzione dei beni materiali ed escludendo i servizi) al posto del PIL per misurare la produzione nazionale.

#### Le Nazioni Unite: l'SNA
L'ONU ha pubblicato sin dagli anni '50 il proprio sistema di contabilità, il System of National Accounts (o SNA), a cui si sono uniformati tutti i paesi nel mondo. Il SEC europeo si basa sull'SNA.

#### Altro
Nella contabilità del Bilancio Statunitense, a partire dal Presidente Lyndon Johnson, fu introdotta una riforma contabile, che portava ad aggiungere al Consolidate General Budget i fondi pagati dai lavoratori americani al Federal Social Security Trust Fund, un surplus che avrebbe dovuto pagare le future pensioni ed annessi benefici per la maggior parte degli americani. La modifica, recepita poi dalle contabilità nazionali dei Paesi europei, considera le pensioni come un attivo di bilancio, piuttosto che come un mero flusso finanziario.